# Dyrektywa 1999/44/WE
Dyrektywa 1999/44/WE Parlamentu Europejskiego i Rady z dnia 25 maja 1999 r. w sprawie niektórych aspektów sprzedaży towarów konsumpcyjnych i związanych z tym gwarancji (Dz.Urz. WE L 171 z 07.07.1999) – dyrektywa UE normująca zasady odpowiedzialności sprzedawcy za „wadliwość” rzeczy sprzedanej w krajowych obrotach konsumenckich państw członkowskich Unii Europejskiej. Została zastąpiona dyrektywą Parlamentu Europejskiego i Rady (UE) 2019/771 z dnia 20 maja 2019 r. w sprawie niektórych aspektów umów sprzedaży towarów, zmieniająca rozporządzenie (UE) 2017/2394 oraz dyrektywę 2009/22/WE i uchylająca dyrektywę 1999/44/WE (Dz.Urz. UE L 136 z 22.5.2019; CELEX: 32019L077; w skrócie "dyrektywa 2019/771/UE")
Opierała się na wzorowanej na Konwencji Wiedeńskiej o umowach międzynarodowej sprzedaży towarów instytucji niezgodności towaru z umową, będąc tak dalszą próbą godzenia kontynentalnych i anglosaskich porządków prawnych. W tych pierwszych powszechna jest instytucja rękojmi, a w tych drugich tzw. breach of contract. Zupełną nowością było natomiast wprowadzenie konstrukcji jurydycznej domniemania zgodności, a nie definicji (nie)zgodności z umową. Zgodnie z motywem 8 dyrektywy domniemanie to było na dodatek wzruszalne (praesumptio iuris tantum). Ponadto dyrektywa wprowadziła jeszcze nieznaną w kontynentalnych porządkach prawnych w prawie cywilnym zasadę odpowiedzialności sprzedawcy za działania osób trzecich (podobnie jak przy odpowiedzialności za produkt niebezpieczny), tj. tutaj za złożone przez producenta i podmioty z nim zrównane publiczne oświadczenia na temat właściwości towaru. Brak tu również pojęcia tzw. dobrej wiary na rzecz kryterium rozsądku (racjonalności).
Zgodnie z zawartą w art. 8 ust 2 dyrektywy klauzulą minimalnej harmonizacji postanowienia implementujących ją krajowych aktów prawnych mogły być bardziej korzystne – dla kupującego-konsumenta – od postanowień dyrektywy (mają charakter semi-imperatywny). Niedopuszczalne były natomiast rozbieżności w odwrotnym kierunku. Dyrektywa 1999/44/WE miała charakter kazuistyczny (szczegółowy) i jak większość dyrektyw konsumenckich wymagała tzw. implementacji totalnej (wymaga całkowitej harmonizacji prawodawstw krajowych).
Dyrektywa ta została nieznacznie zmieniona dyrektywą Parlamentu Europejskiego i Rady nr 2011/83/UE z dnia 25 października 2011 r. w sprawie praw konsumentów (Dz.Urz. UE L 304 z 22.11.2011).
W Polsce – podobnie jak w Austrii i Niemczech – została z dniem 25.12.2014 r. implementowana do przepisów Kodeksu cywilnego o rękojmi za wady rzeczy sprzedanej (wcześniej jej transpozycje zawierała odrębna ustawa). Tym samym wymogi dyrektywy zostały tu dobrowolnie rozciągnięte również na obrót obustronnie profesjonalny i powszechny, co nie było jednak konieczne dla prawidłowej implementacji dyrektywy.
Na polskich sądach spoczywał obowiązek prounijnej wykładni tych przepisów, tak by maksymalnie zbliżyć ich brzmienie do celów i postanowień dyrektywy. Z uwagi jednak na znaczne rozbieżności między obecnymi przepisami Kodeksu cywilnego, które zachowują dotychczasową nomenklaturę, a postanowieniami dyrektywy przeprowadzenie tego rodzaju wykładni mogło okazać się niewykonalne. Istniało także ryzyko konieczności odmiennego interpretowania tych samych przepisów o rękojmi za wady rzeczy sprzedanej w zależności od rodzaju obrotu: konsumencki (wtedy zachodził obowiązek ich wykładni w zgodzie z dyrektywą), czy obustronnie profesjonalnym lub powszechnym (wtedy takiego obowiązku nie było).
Przy wykładni obecnych przepisów normujących instytucję rękojmi za wady rzeczy sprzedanej powinno zachować się też ostrożność w zakresie korzystania z dorobku doktryny i judykatury, jaki powstał dotychczas na tle instytucji rękojmi za wady rzeczy sprzedanej w kształcie sprzed nowelizacji.
Z uwagi na regulacje stosunków między jednostkami (a nie państwem i jednostką) brak było możliwości bezpośredniego powoływania się na zapisy przedmiotowej dyrektywy w przypadku jej wadliwej lub nieterminowej implementacji. W tym względzie zachodzi natomiast odpowiedzialność po stronie Państw Członkowskich.
Niekiedy na jej określenie używa się też skróconej nazwy: dyrektywa 1999/44/WE.